# 光芒再現
光芒再現（英語：One More Light）是美國搖滾樂隊聯合公園的第7張錄音室專輯，於2017年5月19日起正式全球發行。
此張專輯製作依舊是由樂團的MC主唱麥克·篠田（Mike Shinoda）和吉他手布萊德·達爾森（Brad Delson）擔綱製作人製作此專輯，同時此張專輯也延續上一張《獵捕行動》（The Hunting Party）找來其他藝人跨刀的專輯。這也是主唱查斯特·班寧頓於2017年7月自殺身亡並隨後停擺至2024年復出前發行的最後一張聯合公園專輯。
首波單曲「Heavy」與流行女歌手Kiiara合作，於2017年2月16日在Youtube公開此歌曲的歌詞版MV，單曲推出後登上告示牌熱門搖滾榜季軍。
第二波單曲「Good Goodbye」則於2017年4月13日在Youtube公開此歌曲的歌詞版MV，並找來Pusha T和Stormzy兩大說唱高手交錯演繹饒舌部分。

## 曲目列表
註：中文歌曲名稱為台灣華納唱片公司之翻譯
| 曲序 | 曲目                                                 | 时长 |
| ---- | ---------------------------------------------------- | ---- |
| 1.   | Nobody Can Save Me （沒人能拯救我）                  | 3:45 |
| 2.   | Good Goodbye （好好道別）(feat. Pusha T and Stormzy) | 3:31 |
| 3.   | Talking to Myself （自言自語）                       | 3:51 |
| 4.   | Battle Symphony （戰鬥交響曲）                       | 3:36 |
| 5.   | Invisible （隱形）                                   | 3:34 |
| 6.   | Heavy （沉重）(feat. Kiiara)                         | 2:49 |
| 7.   | Sorry for Now （抱歉）                               | 3:23 |
| 8.   | Halfway Right （對了一半）                           | 3:37 |
| 9.   | One More Light （又一道光芒）                        | 4:15 |
| 10.  | Sharp Edges （鋒利邊緣）                             | 2:58 |

## 外部連結
- （英文）聯合公園官方網站（页面存档备份，存于）